# Йохан I (Цигенхайн)
Йохан I фон Цигенхайн (на немски: Johann I von Ziegenhain; † 15 декември 1359) от графската фамилия Цигенхайн, е граф на Цигенхайн (1304 – 1359) и Нида (1333 – 1359) и от 1304 до 1344 г. фогт на манастир Фулда.

## Биография
Той е първият син на граф Готфрид VI фон Цигенхайн († 30 ноември 1304) и съпругата му Мехтхилд (Матилда) фон Хесен (1267 – 1332), дъщеря на ландграф Хайнрих I фон Хесен и Аделхайд фон Брауншвайг-Люнебург. Майка му се омъжва втори път 1309 г. за Филип III фон Фалкенщайн-Мюнценберг. Внук е на граф Готфрид V и Хедвиг фон Кастел.
Йохан I се жени през 1311 г. за Лукардис фон Цигенхайн-Нида, дъщеря-наследничка на граф Енгелберт I фон Цигенхайн-Нида († 1329) и Хайлвиг фон Изенбург-Бюдинген († 1336). Той обединява двете графства Цигенхайн и Нида, които са разделени от 1258 г. На 1 април 1323 г. император Лудвиг IV дава на Йохан замък и град Нида.

## Фамилия
Йохан I и Лукардис фон Цигенхайн-Нида (* ок. 1291; † сл. 1 май 1333) имат децата:
- Готфрид VII († октомври 1372), граф на Цигенхайн и Нида (1359 – 1372), женен пр. 27 март 1349 г. за Агнес фон Фалкенщайн († сл. 376)
- Енгелберт II (– 1342), женен ок. 1330 г. за Изенгард фон Епенщайн († сл. 1365)
- Аделхайд
- Аделхайд († 1388), омъжена пр. 16 май 1333 г. за граф Хайнрих фон Труендинген (ок. 1320 – 1380), абатиса в Кауфунген (1378 – 1384)
- София
- Конрад фон Цигенхайн, 1345 г. каноник в манастир Ноймюнстер във Вюрцбург

Йохан I се жени 1340 г. втори път за графиня Аделхайд фон Арнсберг. Бракът е бездетен.